# Gandanameno
Genre
Gandanameno est un genre d'araignées aranéomorphes de la famille des Eresidae.

## Distribution
Les espèces de ce genre se rencontrent en Afrique du Sud, en Namibie et au Malawi.

## Liste des espèces
Selon World Spider Catalog (version 15.5, 20/11/2014) :
- Gandanameno echinata (Purcell, 1908)
- Gandanameno fumosa (C. L. Koch, 1837)
- Gandanameno inornata (Pocock, 1898)
- Gandanameno purcelli (Tucker, 1920)
- Gandanameno spenceri (Pocock, 1900)

## Publication originale
- Lehtinen, 1967 : Classification of the cribellate spiders and some allied families, with notes on the evolution of the suborder Araneomorpha. Annales Zoologici Fennici, vol. 4, p. 199-468.